# ボビー・クラーク (サッカー選手)
ボビー・ラモント・クラーク（Bobby Lamont Clark, 2005年2月7日 - ）は、イングランドのサリー州エプソム出身のプロサッカー選手。オーストリア・ブンデスリーガのレッドブル・ザルツブルク所属。ポジションはミッドフィールダー。

## 経歴

### ユース
2012年に、父のリー・クラークが当時監督を務めていたバーミンガム・シティFCのユースアカデミーに加入。2014年に家族でイングランド北部へ移住し、ニューカッスル・ユナイテッドFCのユースアカデミーに加入した。

### リヴァプール
2021年8月にリヴァプールFCのユースアカデミーに加入した。移籍金は150万ポンド。
2022年2月に17歳の誕生日を迎えた後、リヴァプールと最初のプロ契約を結んだ。
2021-22シーズンはU-18チームで23試合に出場して13得点を記録した。
2022年8月27日のAFCボーンマス戦に途中出場してプロデビューした。11月9日、EFLカップのダービー・カウンティFC戦で初先発出場した。
2024年2月25日にはEFLカップ決勝のチェルシーFC戦に出場した。

### レッドブル・ザルツブルク
2024年8月22日にオーストリア・ブンデスリーガのレッドブル・ザルツブルクへ完全移籍した。

## 代表歴
2021年から世代別のイングランド代表でプレーしている。

## タイトル

### クラブ
リヴァプール
- EFLカップ：1回（2023-24）